# Le Courrier d’Afrique

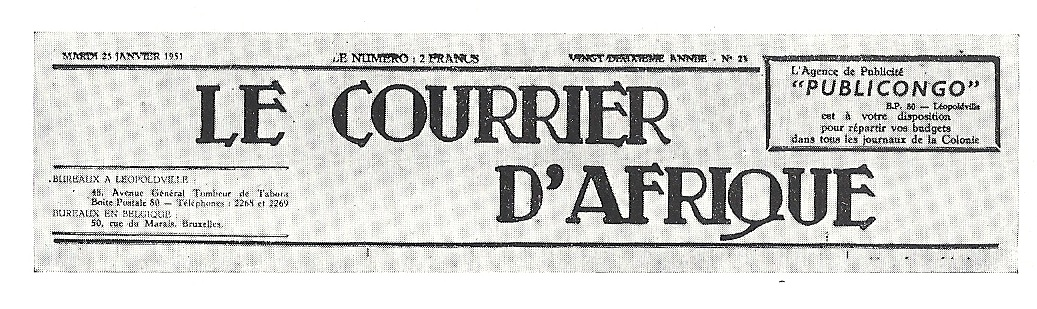

Le Courrier d’Afrique of kortweg Couraf was een Franstalige krant die werd uitgegeven in Leopoldstad (vanaf 1966 Kinshasa) in het toenmalige Belgisch-Congo (later Congo en nadien Zaïre) van 1930 tot 1972. Het dagblad was een uitgave van Sodimca (Société d’Imprimerie du Courrier d’Afrique), die naast de krant ook een handelsdrukkerij in bezit had. Men drukte er voor derden de bladen Paris-Congo en La Croix du Congo.

## Koloniaal
Le Courrier werd opgericht in 1930 binnen de aldaar verblijvende missies. Het idee kwam van de paters scheutisten bij monde van E.P. Joseph Dorvilers (1893-1981). Georges Caprasse (1904-1959) werd directeur, Albert Gilles de hoofdredacteur, Gerard Timmerman (1908-1990) machinezetter en later chef van de drukkerij en Camille Voet typograaf en drukker. Het eerste nummer verscheen op 11 januari 1930.
In 1946 verkochten de eigenaars het geheel door aan de Vlaamse krant Het Volk, die zelf in handen was van het Algemeen Christelijk Vakverbond. De christelijke syndicale interesse kwam er als reactie tegen het opkomende communistisch geïnspireerde eenheidssyndicalisme. Het was de toenmalige voorzitter Henri Pauwels die daarvoor in 1946 het verkennende werk deed. Na zijn dood in datzelfde jaar werd zijn opdracht bestendigd door zijn opvolger August Cool. Na de overname door het ACV bleef de elitaire, paternalistisch en koloniale discours in het blad de bovenhand halen, hoewel er ook aandacht was voor sociale thema’s. Van 1951 tot 1960 was er tevens een uitgave van De Week, een weekblad voor Nederlandstaligen. In tegenstelling met Vlaanderen richtte de eigenaar – het ACV – zich niet direct tot de werknemer, daarvoor had het ACV in Congo zijn eigen organen. Zoals Notre droit - Ons recht (1946-1960) voor de Europeanen in de kolonie en Syndicalisme Congolais (1946-1957) voor de Congolese werknemers.
Dat er samenwerking was tussen Het Volk en Le Courrier d’Afrique kwam onder meer tot uiting in de stripverhalen. Operatie Koekoek van de hand van Marc Sleen werd overgenomen, werd vertaald en verscheen in Afrika onder de naam Operation Coucou.
Bij de nakende onafhankelijkheid van Congo werd Le Courrier d’Afrique geleidelijk aan in handen gegeven van de plaatselijke bevolking. De raad van bestuur en de medewerkers werden ingenomen door de Congolezen, alsook de krant na een juridische splitsing in 1961 van drukkerij en krant. Het overkoepelende Sodimca kwam een decennium later in bezit van de Zaïrese staat. Het gevolg was dat de blanke personeelsleden geleidelijk Congo verlieten. Sommigen gingen nadien aan de slag in het zusterbedrijf Het Volk te Gent.
In 1972 veranderde ook de naam van Le Courier d’Afrique, die tot vandaag Elima heet.